# Royan
Royan je město na jihu Francie v departmentu Charente-Maritime a regionu Nová Akvitánie. V roce 2008 zde žilo 18 541 obyvatel.
Royan se nachází na západním pobřeží Francie. Je vzdáleno 98 km severně od Bordeaux, 65 km jižně od La Rochelle.

## Osobnosti města
- Colette Bessonová (1946–2005), atletka, olympijská vítězka v běhu na 400 metrů

## Partnerská města
- Annapolis Royal, Kanada
- Balingen, Německo
- Gosport, Německo
- Nafplio, Řecko